# 翠苑街道
翠苑街道，中国浙江省杭州市西湖区所辖街道，位于杭州市西北。总面积3.9平方千米，总人口11.3万人。

## 辖区
翠苑街道现辖：
- 社区(10)：翠苑一区、翠苑二区、翠苑三区、翠苑四区、翠苑五区、九莲社区、花园社区、保亭社区、黄姑山社区、古荡湾社区。